# Carlos Expósito
Carlos Expósito Iribarren es un baterista español que actualmente es miembro del grupo Leo Jiménez y de la banda de Metal sinfónico Stravaganzza, que volvió a finales de 2017 a los escenarios tras 7 años parados (finales de 2010). También es conocido por formar parte de los Legado de una tragedia, óperas rock compuestas por el artista Joaquín Padilla. 

## Biografía
Carlos nació en Algeciras en 1982. Fue criado en un ambiente de gran diversidad musical y, por lo tanto,  muy pronto demostró un interés por la música y por la batería y los instrumentos de percusión en general(alrededor de los 2 años), pero no será hasta más tarde, a la edad de 10 años, cuando empezará a practicar ritmos en un kit electrónico sin amplificar, solo por el gusto de hacerlos improvisando encima de sus discos de música. A los 11 años da un paso más en su formación musical al recibir clases privadas de lenguaje musical, solfeo, piano y armonía con Chico Valdivia. 
A los 14 años forma su primer grupo con unos amigos para tocar versiones de todo tipo de música, desde pop hasta heavy metal pasando por cantautores y consigue su primer batería acústica. También seguirá haciendo colaboraciones esporádicas con el grupo Salvemos al Panda, auténtica fuente de genio y diversión a partes iguales. 
En 1998 ingresa en el grupo Cerco de Sombra, con quienes pasará por varios cambios de formación y grabará varias maquetas, un disco acústico y lo que sería el proyecto de un disco de estudio que no vería la luz. Prácticamente a la vez ingresa en la banda de música de Algeciras. 
En el año 2000, tras terminar los estudios secundarios, se disuelve el grupo y comienza a realizar pequeños conciertos de latin jazz con el grupo Bibirose en locales del Campo de Gibraltar. En el mismo año empieza a realizar viajes semanales a Sevilla para estudiar con Juan de la Oliva de forma continuada y prepararse para ser profesional. Estos estudios se prolongan al mudarse a Sevilla en el 2001 para estudiar percusión en el conservatorio, ingresando directamente en el grado medio tras una prueba de acceso. 
Es a partir de entonces cuando comienza a introducirse en el circuito profesional, primero con un rodaje en la orquesta Surmanía y luego con artistas como Los del Río, Los marismeños, Marta Quintero y Diego Benjumea. 
Durante su estancia en Sevilla entra a formar parte de la banda de heavy metal Ira Regia, con la que graban la maqueta "Capítulo Final" y también realiza varias actuaciones con el grupo Metrópolis haciendo versiones de grupos como Tool o Dream Theater. 
En el 2004, tras dos participaciones anteriores, accede a la final en Madrid del concurso nacional de bateristas Eurodrummer junto con otros 4 bateristas de España, quedando como primer clasificado. 
En septiembre de 2004 comienza a trabajar como integrante del grupo de Antonio Romero en el programa "El Debate de Gran Hermano", de Telecinco. Tras 5 meses en el programa se muda definitivamente a Madrid y comienza a girar con Antonio, compaginándolo con las galas de Pepe Gómez. A la vez comienza a tocar con el guitarrista Jorge Salán actuando en diversos lugares, entre los que estaban el festival ViñaRock'05 y en verano de 2005 entra a formar parte de la banda de Bertín Osborne bajo la dirección de Franco Castellani. Desde entonces ha ejercido como músico de sesión en giras y discos de artistas como Hugo Salazar Andy&Lucas, Iguana Tango y Merche, entre muchos otros.
En marzo de 2006, recomendado por el fallecido Big Simon entra a formar parte de la banda madrileña de metal Stravaganzza.
Es artista de las marcas Yamaha, Meinl y Remo.

## Discografía

### Con Leo Jiménez
- Mesías (2019)
- La Factoría del Contraste (2016)
- 20 Años Tras el Apocalipsis (2015)
- Animal Solitario (2013)

### Con Stravaganzza
- Tercer Acto Réquiem (2007)
- Raíces (2010)

### Otros
- Tony Sölo - Las fases de la luna - 2011
- Leo 037 - Títere con cabeza - 2009
- El Hombre Delgado - El Hombre Delgado y los desastres naturales - 2008
- Merche - Cal y Arena - 2007 (Carlos aparece en el tema: "Como duele")
- Pepe Gómez - Cambio de Vía - 2007
- Jorge Salán - Chronicles of an evolution - 2007 (Carlos aparece en los temas: "Chase the fire" y "Damned Land")
- Ira Regia - Maqueta Capítulo Final - 2004